# Toril (Cáceres)
Toril ist ein spanischer Ort und eine Gemeinde (municipio) mit 159 Einwohnern (Stand: 2024) in der Provinz Cáceres in der Autonomen Gemeinschaft Extremadura.

## Lage und Klima
Toril liegt im Osten der Provinz Cáceres in einer Höhe von ca. 265 m. Der Tiétar begrenzt die Gemeinde im Westen. Ein Großteil des Gemeinde liegt im Nationalpark Monfragüe. Die Entfernung zur Hauptstadt Cáceres beträgt ca. 85 km (Fahrtstrecke) in südwestlicher Richtung. Das Klima ist meist warm und trocken; der Regen (957 mm/Jahr) fällt hauptsächlich im Winterhalbjahr.

## Bevölkerungsentwicklung
| Jahr      | 1970 | 1981 | 1991 | 2001 | 2011 | 2021 |
| Einwohner | 469  | 471  | 183  | 184  | 177  | 154  |

Die zunehmende Mechanisierung der Landwirtschaft, die Aufgabe bäuerlicher Kleinbetriebe („Höfesterben“) und die daraus resultierende Arbeitslosigkeit auf dem Land haben seit den 1950er Jahren zu einem deutlichen Rückgang der Einwohnerzahlen geführt.

## Sehenswürdigkeiten
- Blasiuskirche (Iglesia de San Blas)
- Blasiuskapelle
- Rathaus

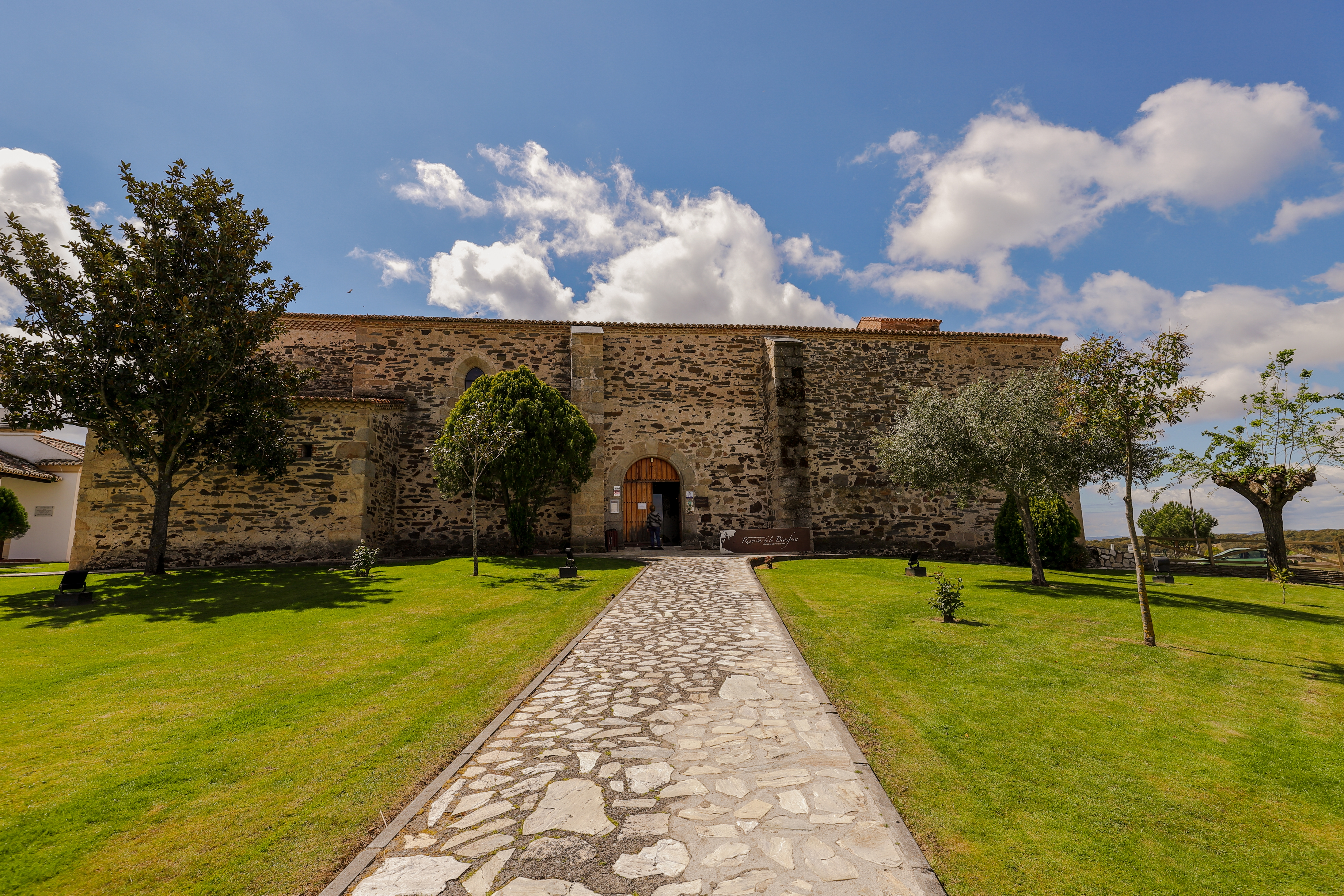
Blasiuskirche
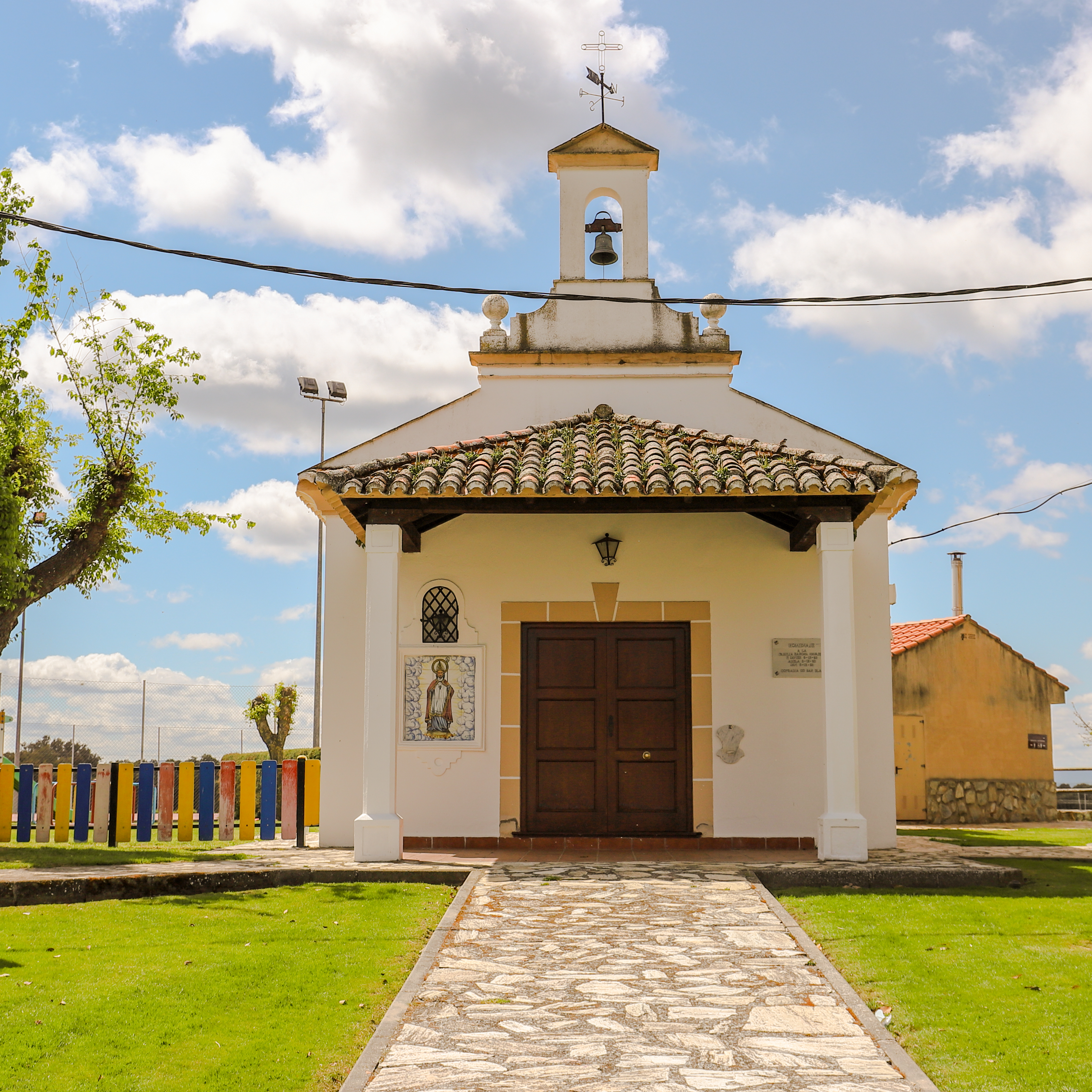
Blasiuskapelle
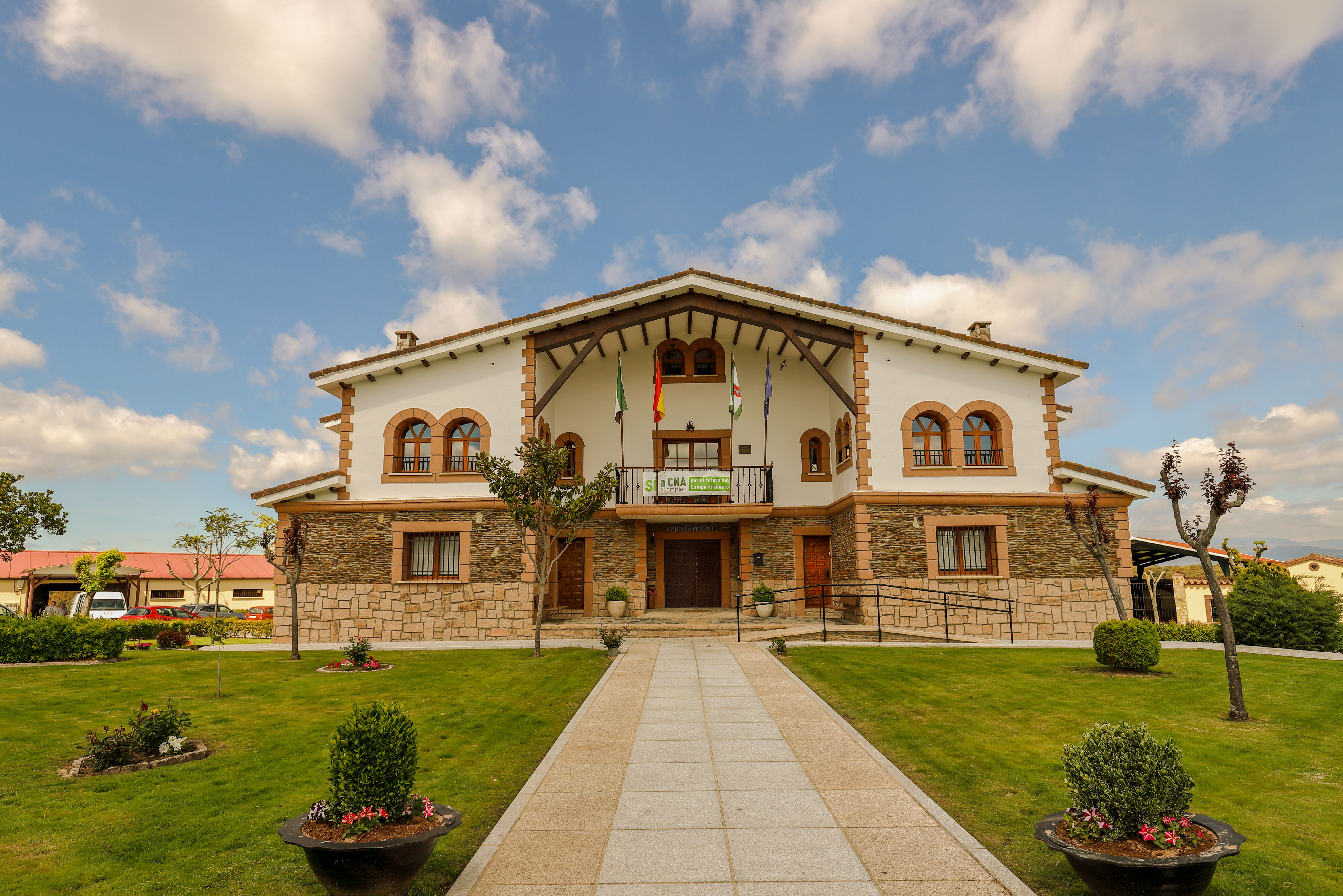
Rathaus